# Armand Huysmans
Armand Marie César Huysmans (Schaarbeek, 4 maart 1872 - Elsene, 31 oktober 1935) was een Belgisch senator.

## Levensloop
Huysmans promoveerde tot doctor in de rechten en vestigde zich als advocaat in Brussel.
Hij werd gemeenteraadslid van Elsene in 1903. Van 1908 tot 1929 was hij er schepen en van 1929 tot aan zijn dood burgemeester. Van 1912 tot 1925 was hij ook provincieraadslid voor de provincie Brabant.
In 1925 werd hij liberaal senator voor het arrondissement Brussel, in opvolging van de overleden Antoine Depage. Hij vervulde dit mandaat tot in 1932. Hij werd toen nog provinciaal senator en bleef dit tot aan zijn dood.
Elsene heeft een Armand Huysmanslaan.

## Publicaties
- Les dettes de guerre belges et le problème des réparations, Brussel, 1926.
- Comment la majorité libérale du Conseil communal d'Ixelles gère les affaires de la commune: les initiatives prises, les résultats obtenus, les projets élaborés, Elsene, 1932.